# Ghulam
Ghulam o ghilman (en árabe: غُلاَم‎ singular   ghulām, plural غِلْمَان ghilmān) eran soldados esclavos que no profesaban el islam en los ejércitos de todo el mundo islámico, como los imperios safávida, afsárida y kayarí. Los estados islámicos desde principios del siglo IX a principios del siglo XIX desplegaron constantemente el uso de esclavos entre la población no islamizada para utilizarlos como soldados, un fenómeno que era muy raro fuera del mundo islámico.
El Corán menciona ghilman ( غِلْمَان ) como sirvientes que son una de las delicias de Jannah o paraíso/cielo del islam, en el versículo 52:24 . (También se cree que el versículo 56:17 se refiere a ghilman. )

## Etimología
Las palabras ghilman ( غِلْمَان ) y su variante singular ghulam ( غلام ) son de origen árabe, y significa niño o niño esclavo. Deriva de la raíz árabe ḡ-lm ( غ ل م ).

## Historia
Los ghilman eran soldados esclavos tomados como prisioneros tras las guerras yihadistas en las regiones conquistadas o en zonas fronterizas de los estados musulmanes, especialmente de entre los pueblos túrquicos no islamizados que no pagaban la yizia en Asia Central y los pueblos caucásicos (en turco: Kölemen).
Al ser Mahoma un esclavista, el uso de soldados esclavos en el mundo islámico se remonta al inicio del islam en la península arábiga, y ya en el año 625, se menciona que los soldados esclavos africanos servían bajo Mahoma y el califato Rashidun . Los pueblos eslavos y Bereberes fueron preferentemente esclavizados de esta forma bajo los califas omeyas. Con la expansión del islam, a mediados del siglo IX el uso de esclavos soldados se hizo a gran escala.
Los Ghilman se introdujeron en el califato abasí durante el reinado de al-Mu'tasim (r. 833-842), quien les confió su guardia personal. Los relatos citan que su número aumentó en la casa califal cuando Mu'tasim trató de abordar el faccionalismo de la corte. La población árabe nativa, inicialmente se opuso a estos soldados esclavos, y los disturbios contra ellos en Bagdad en 836 obligaron a Mu'tasim a trasladar su capital a Samarra.
El uso de los ghilman alcanzó su apogeo bajo al-Mu'tadid y su entrenamiento fue concebido e inspirado a través delfurusiyya . De esclavo, un ghulam sólo podía obtener su libertad tras convertirse al islam y completar el período de entrenamiento formativo y se unía al cuerpo de élite como guerrero montado. Algunos ghilman ascendieron rápidamente en poder e influencia tras su conversión al islam, y bajo los débiles gobernantes que siguieron a Mu'tasim, se convirtieron en hacedores de reyes: se rebelaron varias veces durante la llamada "Anarquía en Samarra" en la década de 860 y mataron a cuatro califas. Eventualmente, comenzando con Ahmad ibn Tulun en Egipto, algunos de ellos llegaron a ser gobernantes autónomos y establecieron sus propias dinastías, lo que llevó a la disolución del califato abasí a mediados del siglo X.
Un ghulam era entrenado y educado por su amo y podía ganar su libertad a través de su servicio dedicado y su conversión al islam. A muchos Ghilman, se les exigía que se casaran con esclavas turcas, que sus amos elegían para ellos según la tradición islámica. Algunos ghilman parecen haber vivido vidas célibes . La ausencia de vida familiar y descendencia fue posiblemente una de las razones por las que los ghilman, incluso cuando alcanzaron el poder, generalmente no lograron iniciar dinastías o proclamar su independencia. Sin embargo, hay algunas excepciones a esta regla, como la dinastía Ghaznavid de Afganistán y la dinastía Anushtegin que la sucedió.
Los soldados esclavos se convirtieron en el núcleo de los ejércitos islámicos, ya que los beduinos, los guerreros sagrados de Ghazi y los reclutas de Hashariyan no eran tan confiables, mientras que se esperaba que un Ghilman fuera leal ya que no tenían conexiones personales con el resto de la sociedad. Sin embargo, a veces esto no siempre era así.
Desde el siglo X, los amos musulmanes distribuirían concesiones de tierras agrícolas (Iqta) a los ghilman para apoyar a sus hordas de esclavos.
Los Buyids y probablemente los tahíridas también construyeron ejércitos de soldados esclavos de origen turco de religiones como el shamanismo, zoroastrismo, y maniqueísmo. Los saffáridas capturaron esclavos turcos, hindúes y africanos. La dinastía Ghaznavid, que se originó a partir de un soldado esclavo converso al islam de los samánidas, también construyó su ejército alrededor de soldados esclavos, primero turcos y luego hindúes.

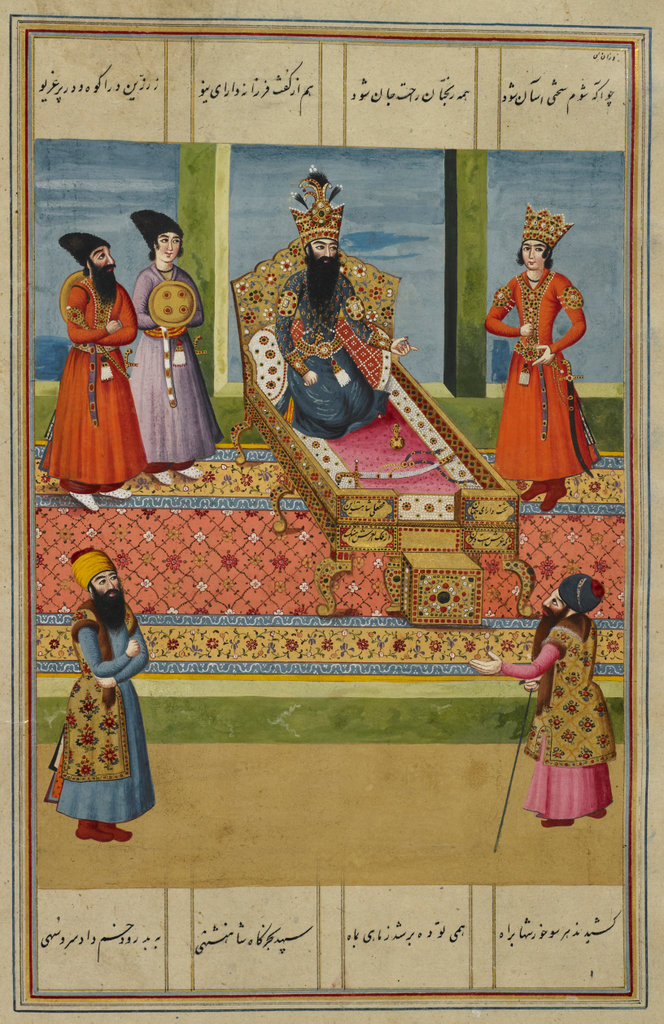
Fath-Ali Shah Qajar sentado en el Trono del Sol flanqueado por un príncipe, probablemente Abbas Mirza, y dos gholams con su escudo y maza, dando audiencia a dos ministros. Folio del Shahanshahnameh de Fath 'Ali Khan Saba, fechado en 1810.

Los selyúcidas turcos y sus sucesores, los gúridas y la dinastía turca Khwarazmian, también continuaron con un ejército de soldados esclavos no-musulmanes principalmente de tribus turcas vecinas. Los príncipes regionales selyúcidas eran colocados bajo la tutela de guardianes soldados esclavos (atābak) que formaron sus propias dinastías. Después de una breve interrupción bajo los mongoles, la institución regresó bajo los turcomanos Qara Qoyunlu y Aq Qoyunlu. Las diversas dinastías iraníes (Safavid, Afsharid, Qajar) atrapaban a los futuros soldados esclavos en las religiones no islamizadas del Cáucaso, entre los pueblos georgianos, circasianos y armenios  que eran predominantemente cristianos.
El Sultanato de Delhi también hizo un uso extensivo de ghilman de caballería turca como sus principales tropas de choque. Tras la caída de Asia Central en manos de dinastías mongoles, los musulmanes tendrían que capturar preferentemente a niños hindúes para convertirlos en soldados esclavos islámicos.
Había choques violentos y conflictos étnicos entre los diferentes grupos de ghilman, los turcos, eslavos, nubios y bereberes en particular.

## Cielo
En el Corán, se menciona a los ghilman en el sura 52:24 : "Circulará entre ellos ghilman para ellos, como si fueran perlas bien protegidas". El Ghilman se describe tradicionalmente como sirvientes especialmente para los creyentes en el cielo. En el versículo 56:17 : "Circularán entre ellos [los fieles en el cielo] jóvenes hechos eternos" -- "ellos" se refiere a los fieles en el cielo y "jóvenes hechos eternos" a ghilman . Las descripciones del ghilman por teólogos de los siglos X y XVI se centraron en su belleza. Sus comentarios también sostienen que los parámetros extratemporales del Paraíso, que habitan los jóvenes sirvientes, también se extienden a ellos para que no envejezcan ni mueran.
Para algunos musulmanes, la homosexualidad podría no aplicarse en el cielo donde no hay necesidad de procreación, y que el ghilman podría ser el equivalente masculino de la hermosa y famosa Hurí femenina con la que los fieles se casan en el cielo. Sin embargo, otra interpretación es que son simplemente un gesto simbólico a los placeres del cielo debido al hecho de que es imposible para los humanos imaginar el cielo en la religión islámica.

### Citas
- Datos: Q1295130